# Амандла Стенберг
Амандла Стенберг (англ. Amandla Stenberg; нар. 23 жовтня 1998 (26 років), Лос-Анджелес) — американська акторка, найбільш відома роллю Рути у фільмі «Голодні ігри».

## Життєпис
Амандла народилася 23 жовтня 1998 року в Лос-Анджелесі, штат Каліфорнія. У неї афроамериканське коріння з боку матері Карен Брейлсфорд і данське з боку батька. Її бабуся з боку батька була родом із Гренландії.
Амандла співпрацює з громадською організацією «Share Our Strength», яка бореться з проблемою голоду серед дітей в США.
У 2016 році вона оголосила, що буде відвідувати кіношколу в Нью-Йоркському університеті.

## Кар'єра

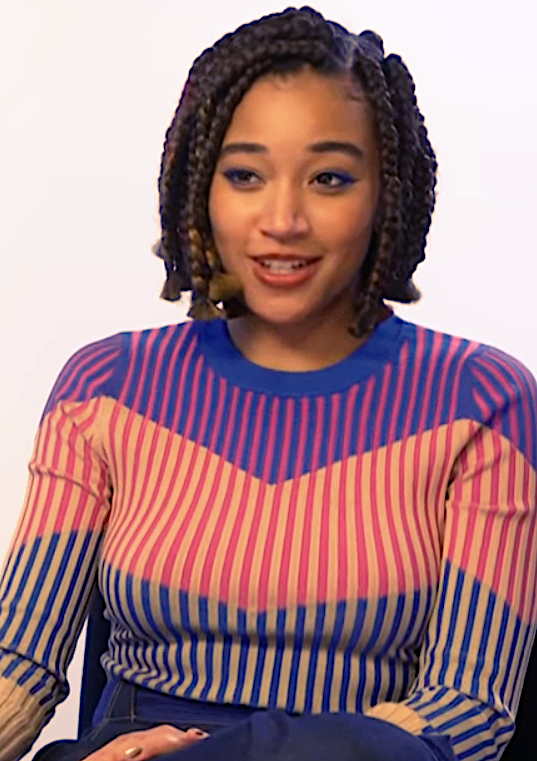
У 2018 році

З 4 років Амандла почала зніматися в рекламі Mcdonald's, Kmart. У великому кіно Стенберг дебютувала, коли їй було 13 років: вона зіграла юну Каталею в бойовику Олів'є Мегатона «Коломбіана».
У 2011 році стало відомо, що Амандлу вибрали на роль Рути у фільмі «Голодні ігри», світова прем'єра якого відбулася 12 березня 2012 року. Навесні 2014 року вийшов пригодницький мультфільм «Ріо 2», де Стенберг озвучила молодшу дочку Голубчика — розумну і сором'язливу пташку, на ім'я Біа (англ. Bia).
У 2013 році знялася у кількох епізодах телесеріалу «Сонна лощина», де зіграла роль дочки капітана Френка Ірвінга, Мейсі Ірвінг. Перша поява Амандли на екранах відбулася в епізоді, який вийшов в ефірі каналу Fox в кінці листопада.
У 2016 році стало відомо, що Амандла зіграє роль Старр Картер в драматичному фільмі «Чужа ненависть».
У 2017 році знялася в романтичному фільмі «Весь цей світ» режисера Стели Мегі. У тому ж році була обрана на роль Лейни у фільмі «Де стикаються руки».

## Особисте життя
Стенберг відносить себе до інтерсекційих феміністок.
Раніше Стенберг здійснювала камінг-аут як бісексуалка і пансексуалка. У червні 2018 року вона здійснила камінг-аут як лесбійка.

## Фільмографія
| Рік         |    | Українська назва            | Оригінальна назва                   | Роль                                          |
| ----------- | -- | --------------------------- | ----------------------------------- | --------------------------------------------- |
| 2011        | ф  | Коломбіана                  | Colombiana                          | Каталея в дитинстві                           |
| 2012        | тф | Смак романтики              | A Taste of Romance                  | Тейлор                                        |
| 2012        | ф  | Голодні ігри                | The Hunger Games                    | Рута                                          |
| 2013 — 2014 | с  | Сонна лощина                | The Sleepy Hollow                   | Мейсі Ірвінг (4 епізоди)                      |
| 2013        | кф | Милість                     | Mercy                               | Сара                                          |
| 2014        | мф | Ріо 2                       | Rio 2                               | Розумничка                                    |
| 2015        | с  | Містер Робінсон             | Mr. Robinson                        | Хеллі Фостер (6 епізодів)                     |
| 2016        | ф  | Як є                        | As You Are                          | Сара                                          |
| 2017        | ф  | Весь цей світ               | Everything, Everything              | Медді Віттіер                                 |
| 2017        | мс | Нео Йокіо                   | Neo Yokio                           | фанатка Хелен (Епізод: "O, the Helenists...") |
| 2018        | ф  | Темні уми                   | The Darkest Minds                   | Рубі Дейлі                                    |
| 2018        | ф  | Чужа ненависть              | The Hate U Give                     | Старр Картер                                  |
| 2018        | ф  | Де стикаються руки          | Where Hands Touch                   | Лейна                                         |
| 2019        | с  | Історія напідпитку          | Drunk History                       | Елізабет Екфорд (Епізод: "Trailblazers")      |
| 2021        | ф  | Дорогий Еван Гансен         | Dear Evan Hansen                    | Алана Бек                                     |
| 2022        | ф  | Тіло Тіло Тіло              | Bodies Bodies Bodies                | Софі                                          |
| 2023        | мф | Людина-павук: Крізь Всесвіт | Spider-Man: Across the Spider-Verse | Марго Кесс / Spider-Byte                      |
| 2024        | с  | Аколіт                      | The Acolyte                         | Мая / Оша (8 епізодів)                        |